# Иванилов, Иван Григорьевич
Иван Григорьевич Иванилов (1925—1945) — сержант Рабоче-крестьянской Красной Армии, участник Великой Отечественной войны, Герой Советского Союза (1945).

## Биография
Иван Иванилов родился в 1925 году в деревне Нижняя Замарайка (ныне — Должанский район Орловской области). После окончания сельской школы работал в колхозе. В марте 1943 года Иванилов был призван на службу в Рабоче-крестьянскую Красную Армию и направлен на фронт Великой Отечественной войны. К ноябрю 1944 года сержант Иван Иванилов командовал отделением 109-го стрелкового полка 74-й стрелковой дивизии 57-й армии 3-го Украинского фронта. Отличился во время форсирования Дуная.
7 ноября 1944 года Иванилов под вражеским огнём переправился через Дунай в районе югославского города Апатин и на противоположном берегу уничтожил немецкий пулемёт, который мешал переправе. 19 ноября в боях на плацдарме он получил тяжёлое ранение, но продолжал сражаться до выполнения боевой задачи. Скончался 20 января 1945 года, похоронен в Апатине.
Указом Президиума Верховного Совета СССР от 24 марта 1945 года сержант Иван Иванилов посмертно был удостоен высокого звания Героя Советского Союза. Также был награждён орденом Ленина и медалью.